# Джанкойски район
Джанкойски район (на руски: Джанкойский район) се намира в северната част на полуостров Крим. Административен център е град Джанкой.
Има площ 2667 км2 и население от 82 328 души към 2001 г.

## Население

### Етнически състав
Информацията е от 2001 г.
| Народ          | Процент |
| -------------- | ------- |
| руснаци        | 38,9%   |
| украинци       | 33,8%   |
| кримски татари | 21,6%   |
| беларуси       | 1,7%    |
| поляци         | 0,6%    |